# Andilly (Charente-Maritime)
Andilly is een gemeente in het Franse departement Charente-Maritime (regio Nouvelle-Aquitaine). De plaats maakt deel uit van het arrondissement La Rochelle. Andilly telde op 1 januari 2022 2.314 inwoners.

## Geografie
De oppervlakte van Andilly bedroeg op 1 januari 2022 28,63 vierkante kilometer; de bevolkingsdichtheid was toen 80,8 inwoners per km².
De onderstaande kaart toont de ligging van Andilly met de belangrijkste infrastructuur en aangrenzende gemeenten.

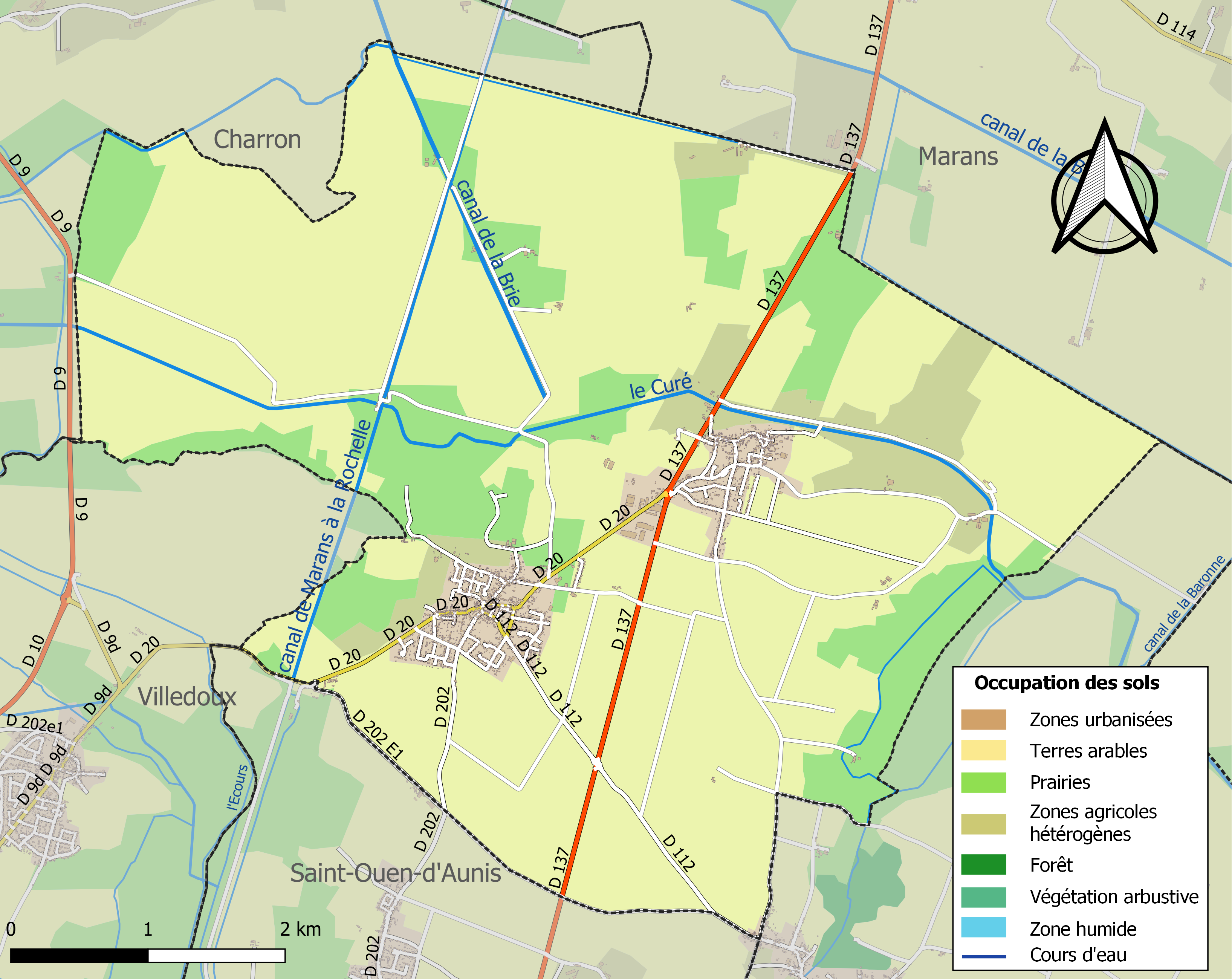

## Demografie
Onderstaande figuur toont het verloop van het inwonertal (bron: INSEE-tellingen).